# Anton Winkler
Pour les articles homonymes, voir Winkler.
Anton Winkler est un lugeur ouest-allemand né le 23 février 1954 à Bischofswiesen (Allemagne de l'Ouest) et mort le 8 octobre 2016 à Berchtesgaden (Allemagne). Il est notamment médaillé de bronze olympique en 1980.

## Palmarès

### Jeux olympiques
- Médaille de bronze en luge simple aux Jeux olympiques d'hiver de 1980 à Lake Placid

### Championnats du monde
- Médaille d'argent en luge biplace en 1978
- Médaille de bronze en luge simple en 1977
- Médaille de bronze en luge biplace en 1978

### Coupe du monde
- 1 gros globe de cristal en individuel : 1978.
- 5 podiums : 
  - en simple : 2 deuxièmes places et 2 troisièmes places.
  - en double : 1 troisième place.

### Championnats d'Europe
- Médaille d'or en luge simple en 1977